# Anthrax
«Anthrax» (укр. Е́нтрекс)— американський треш-метал гурт, заснований 1981 року в Нью-Йорку ритм-гітаристом Скоттом Яном і басистом Деном Лілкером. Група вважається одним з лідерів треш-метал сцени 1980-х років і входить до «Великої четвірки» жанру разом з Metallica, Megadeth і Slayer. Вони також були одними з перших треш-метал-гуртів (разом з Overkill і Nuclear Assault), які з'явилися на Східному узбережжі США. Гурт випустив 11 студійних альбомів і 26 синглів, у тому числі і спільний сингл з американською хіп-хоп групою Public Enemy - Bring the Noize, який дав поштовх таким жанрам як: реп-метал і ню-метал. За даними Nielsen SoundScan, Anthrax продали 2,5 мільйона записів у Сполучених Штатах в період з 1991 по 2004 рік, у всьому світі було продано більш ніж 10 мільйонів записів. Чотири студійні альбоми гурту також отримали золоті сертифікати RIAA, включаючи їх третій повноформатний альбом Among the Living (1987), який закріпив репутацію Anthrax як однієї з найуспішніших треш-метал-груп.

## Історія гурту

### Заснування і дебютний альбом (1981—1984)

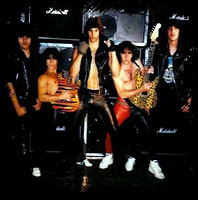
Anthrax в 1983 році

Гурт Anthrax був заснований 18 липня 1981 року гітаристами Скоттом Яном і Деном Лілкером. Гурт був названий на честь однойменного інфекційного захворювання, яке на думку Яна було справжнім «металевим». До гурту незабаром приєдналися Дейв Вайс, Пол Кан (з першого гурту Яна Four-X) і вокаліст Джон Конеллі. Перший свій концерт гурт відіграв в місті Флашинг, Квінс перед 30 глядачами. Кана ненадовго замінив Кенні Кушнер, перш ніж Лілкер перейшов на бас-гітару, а Грег Воллс приєднався як соло-гітарист. Вайс був замінений на Грега Д'Анджело, якого рекомендував Воллс. Молодший брат Яна Джейсон Розенфельд був тимчасовим вокалістом, поки в кінці серпня 1982 року до гурту не долучився колишній однокласник Яна Ніл Турбін. В цей час гурт записує своє перше демо.
Перший виступ гурту з Нілом Турбіном відбувся в нью-йоркському клубі Great Gildersleeves, у вересні 1982 року. Гітарист Грег Воллс покинув Anthrax, що влітку і був замінений Бобом Беррі, якого рекомендував Турбіну Ретт Форрестер з Riot. Беррі невдовзі замінив Ден Спітц з гурту Overkill. Незабаром після цього було записано друге демо.

### Ера Беладонна (1985—1992)

#### Spreading the Disease
Другий альбом Anthrax, Spreading the Disease, був виданий в жовтні 1985 року. У вільний студійний час Ян, Бенанте і колишній басист гурту Ден Лілкер співпрацювали з вокалістом Біллі Мілано і сформували сайд-проект Stormtroopers of Death, записавши протягом трьох днів альбом Speak English or Die, який був виданий в грудні 1985 року.
Американський тур на підтримку Spreading the Disease, на розігріві Black Sabbath був скасований після чотирьох концертів у зв'язку з голосовими проблемами вокаліста Sabbath Гленна Г'юза. В квітні 1986 року Anthrax вирушили в свій перший європейський тур, який розпочався в Бохумі, Німеччина за підтримки Overkill і Agent Steel. Тур включав концерт біля Чорнобиля, Україна відразу ж після катастрофи на Чорнобильській АЕС. Того ж року Anthrax продовжили гастролі по Європі з Metallica. Тур розпочався 10 вересня в залі Святого Давида і закінчився 26 вересня в Стокгольмі, Швеція, яке стало останнім для басиста Metallica Кліффа Бертона, що загинув в автокатастрофі наступного дня.

#### State of Euphoria
В вересні 1988 року вийшов альбом State of Euphoria. Сингл «Antisocial», спочатку записаний французьким хеві-метал гуртом Trust, отримав широку ротацію на MTV у програмі Headbangers Ball.

#### Persistence of Time
Більш серйозний Persistence of Time вийшов в серпні 1990 року і перевершив успіх State of Euphoria. Альбом мав темніший відтінок та був більш технічним та прогресивним ніж попередні роботи гурту. Найуспішнішим синглом з альбому став кавер Джо Джексона «Got the Time», яким, за словами самого Джексона він насолоджувався. В 1991 році Anthrax записали нову версію пісні «Bring the Noise» з Public Enemy, яка стала хітом і розпочала успішний тур з Public Enemy. Міні-альбом Attack of the Killer B's, записаний в 1991 році, з новою версією «I'm the Man» і кавером «Bring the Noise», мав великий успіх і став золотим того ж року. Наприкінці 1992 року Джої Беладонна був звільнений з Anthrax через творчі і стилістичні непорозуміння.

### Ера Джона Буша (1992—2005)
Anthrax підписують контракт із компанією Elektra і в березні 1992 року новим вокалістом Anthrax стає колишній лідер гурту Armored Saint Джон Буш. Альбом досяг 7 рядку в Billboard 200, найкращий результат гурту на сьогоднішній день і в перший тиждень розійшовшись накладом в близько 100 000 примірників. Перехід від ранніх робіт Anthrax, отримав в основному позитивні відгуки. Сингл «Only» став хітом і отримав широку ротацію на MTV і радіо. На підтримку альбому гурт вирушив в тур з White Zombie і Quicksand.
В 1995 році гурт звільняє менеджера Джона Зазулу, а згодом і гітариста Дена Спітца, який потім став годинникаром. Того ж року Anthrax видають альбом Stomp 442, на якому більшість партій соло-гітари грає Чарлі Бенанте. Бенанте допомагав технік Пол Крук, який пізніше став гастрольним гітаристом гурту протягом кількох років, і Даймбег Даррел з Pantera. Незадоволені просуванням альбому Elektra Records, учасники гурту розірвали свої відносини з лейблом.
В 2002 році Anthrax підписали контракт із лейблом Sanctuary Records, на якому в березні 2003 року вийшов альбом під назвою We've Come for You All. На початку 2004 року Anthrax повернулися в студію, щоб записати The Greater of Two Evils — альбом, який представляє публіці оновлені версії ранніх пісень гурту.

### Реюніони з Белладонна і Бушем (2005—2010)
В квітні 2005 року Anthrax оголосили про відродження «класичного» складу зі Скоттом Яном, Чарлі Бенанте, Деном Спітцом, Джоуї Беладонна і Френком Белло. На деяких концертах туру гурт повністю виконував альбом Among the Living.
10 травня 2010 року на сайті Blabbermouth.net було офіційно оголошено про повернення Джоуї Беладонни у гурт.
Новий альбом «Worship Music», запланований як перша робота з новим вокалістом Деном Нельсоном, але в результаті став першою роботою із вокалістом класичної золотої епохи гурту, з'явився у продажу 12 вересня у Європі і 13 у США. Перший живий концерт відбувся на американському шоу «Late Night With Jimmy».

## Музичний стиль, вплив та спадщина
Anthrax є одним із гуртів, відповідальних за появу спід-металу та трешу. У своїх ранніх альбомах вони демонстрували типове звучання треш-металу та були відомий гумором та відсилкам на комікси в текстах, що відрізняло гурт від його сучасників.
Видання Rolling Stone відмітило, що Anthrax була однією з небагатьох хеві-метал груп, яка отримала похвалу критиків і змінила жанр у 1980-х роках. Стиль гри гітаристів Скотта Яна та Дена Спіца був описаний як «агресивний та стукаючий в голову», з силовими акордами та «вимахом» педалей, що забезпечують звуковий драйв. У 1989 році Бред Толінскі з журналу Guitar World зазначив, що «Якщо Exodus є еквівалентом у спід-металі - Rolling Stones, то нью-йоркський Anthrax, безперечно, має бути Beatles цього жанру». Шостий альбом гурту, Sound of White Noise 1993 року (перший із вокалістом Джоном Бушем), включав елементи гранжу та альтернативного металу. Критики вважають, що студійні релізи групи з епохи Буша були записані в жанрах: альтернативний метал і грув метал. Альбом Worship Music ознаменував повернення до треш-металу разом з вокалістом Джоуі Беладонной. Незважаючи на те, що пісні приписуються всьому гурту, з альбому «Spreading the Disease» музику майже повністю написав Чарлі Бенанте, а слова — Скотт Ян, хоча Джон Буш також зробив певний внесок під час свого перебування в групі.
В 2013 році Anthrax випустили EP Anthems, який включає кавери на гурти 1970-х років: Rush, Cheap Trick, AC/DC, Kiss, Queen, Thin Lizzy, Boston і Journey. На гурт також вплинули панк гурти, такі як DRI,  Suicidal Tendencies,  Bad Brains, Ramones , Sex Pistols, Dead Kennedys, Black Flag, Agnostic Front, Misfits, Exploited і Discharge, а також хеві-метал групи, такі як: Black Sabbath, Judas Priest, Accept, Anvil, Iron Maiden, Motorhead, UFO та Saxon. Anthrax є членом «великої четвірки» треш-металу з Metallica, Megadeth і Slayer і часто зараховують як одну з перших груп цього жанру, зі східного узбережжя. Група також вплинула на реп метал і ню метал За даними Nielsen SoundScan, Anthrax продали 2,5 мільйона записів у Сполучених Штатах з 1991 по 2004 рік і 10 мільйонів у всьому світі.
Anthrax вплинули на такі групи, як: Cannibal Corpse,  Pantera, Sepultura, Testament, Death Angel, Korn, Limp Bizkit, 311, Papa Roach, Killswitch Engage, Sevendust, Terror та Insane Clown Posse.
В своєй музиці гурт часто посилається на популярну культуру, зокрема пісня "I Am the Law" розповідає про героя коміксів суддю Дредда. Заголовна композиція альбому Among the Living заснована на романі Стівена Кінга Протистояння, на персонажі Рендалла Флагга, «A Skeleton in the Closet» засновано на повісті Кінга "Здібний учень". Пісня «Efilnikufesin (NFL)» віддає шану актору та оригінальному учаснику Saturday Night Live - Джону Белуші. Пісня «The Constant» заснована на епізоді серіалу Загублені.
Гурт деякий час використовував карикатуру на обличчя лисого чоловіка як талісман; його, фанати гурту охрестили, як «Не людина» ("Not Man"). Саме обличчя походить із гумової дитячої іграшки під назвою «Чарівний монстр».

## Дискографія
Студійні альбоми
- Fistful of Metal (1984)
- Spreading The Disease (1985)
- Among the Living (1987)
- State Of Euphoria (1988)
- Persistence Of Time (1990)
- Sound Of The White House (1993)
- Stomp 442 (1995)
- Volume 8: The Threat Is Real (1998)
- We've Come For You All (2003)
- Worship Music (2011)
- For All Kings (2016)

Збірки
- Attack of the Killer B's (1991)
- Return of the Killer A's (1999)
- Madhouse: The Very Best of Anthrax (2001)
- The Greater of Two Evils (2004)
- Anthrology: No Hit Wonders (2005)

## Номінації та нагороди
| Рік  | Нагорода        | Категорія                | Номінант                 | Результат | Виноски |
| ---- | --------------- | ------------------------ | ------------------------ | --------- | ------- |
| 1990 | Греммі          | Найкраще метал-виконання | Persistence of Time      | Номінація |         |
| 1991 | Греммі          | Найкраще метал-виконання | Attack of the Killer B's | Номінація | [ 65 ]  |
| 1995 | Греммі          | Найкраще метал-виконання | «Bring the Noise» (live) | Номінація |         |
| 2004 | Kerrang! Awards |                          | Anthrax                  | Номінація |         |
| 2014 | Греммі          | Найкраще метал-виконання | «T.N.T.»                 | Номінація |         |
| 2015 | Греммі          | Найкраще метал-виконання | «Neon Knights»           | Номінація |         |

## Склад гурту
|          |                     |             |                 |                 |
| Скотт Ян | Джон Дете (сесійно) | Френк Белло | Джові Беладонна | Джонатан Донаіс |

### Поточний склад
- Скотт Ян — ритм-гітара, бек-вокал (з 1981 року)
- Чарлі Бенанте — ударні (з 1983 року)
- Френк Белло — бас-гітара, бек-вокал (1984—2004, з 2005 року)
- Джові Беладонна — вокал (1984—1992, 2005—2007, з 2010 року)
- Джонатан Донаіс — соло-гітара (з 2013 року)

### Колишні учасники гурту
- Пол Крук, соло-гітара (тільки в турне; ніколи не був офіційним учасником гурту)
- Грег Д'Енджело, барабанщик
- Ден Лілкер, бас-гітара
- Джові Вера, бас-гітара (тільки в турне)
- Ніл Турбін, вокал
- Джон Буш, вокал
- Ден Спітц, соло-гітара

## Виноски
1. 1 2  Reespublished, Adam (28 жовтня 2016). The A-Z of Anthrax. loudersound (англ.). Архів оригіналу за 15 квітня 2020. Процитовано 16 квітня 2022.
2. ↑  Gold & Platinum. RIAA (амер.). Архів оригіналу за 21 квітня 2021. Процитовано 16 квітня 2022.
3. ↑  Christe, Christopher R. Weingarten,Tom Beaujour,Hank Shteamer,Kim Kelly,Steve Smith,Brittany Spanos,Suzy Exposito,Richard Bienstock,Kory Grow,Dan Epstein,J D. Considine,Andy Greene,Rob Sheffield,Adrien Begrand,Ian; Weingarten, Christopher R.; Beaujour, Tom; Shteamer, Hank; Kelly, Kim; Smith, Steve; Spanos, Brittany; Exposito, Suzy; Bienstock, Richard (21 червня 2017). The 100 Greatest Metal Albums of All Time. Rolling Stone (амер.). Архів оригіналу за 14 листопада 2019. Процитовано 16 квітня 2022.
4. ↑  Larkin, Colin (2007). The encyclopedia of popular music (вид. 5th concise ed). London: Omnibus Press, in association with Muze. ISBN 978-1-84609-856-7. OCLC 85691957.
5. ↑  The 25 greatest thrash metal albums ever. Kerrang! (англ.). Архів оригіналу за 2 квітня 2022. Процитовано 16 квітня 2022.
6. 1 2  Ян, 2014, с. 42.
7. ↑  Ян, 2014, с. 41.
8. ↑  Ян, 2014, с. 43.
9. ↑  Ян, 2014, с. 44-45.
10. ↑  Ян, 2014, с. 44.
11. ↑  Ян, 2014, с. 46.
12. ↑  Ян, 2014, с. 53.
13. ↑  Ян, 2014, с. 79.
14. ↑  Ян, 2014, с. 81.
15. ↑  Ян, 2014, с. 82.
16. ↑  Ян, 2014, с. 84.
17. ↑  Behind the Music, 2002, 16:18-16:24.
18. ↑  Ян, 2014, с. 91.
19. ↑  Ян, 2014, с. 91, 93.
20. ↑  Ян, 2014, с. 93-94.
21. 1 2  Ян, 2014, с. 108.
22. ↑  Ян, 2014, с. 119.
23. ↑  Ян, 2014, с. 117-118.
24. ↑  Ян, 2014, с. 128.
25. ↑  Behind the Music, 2002, 26:38-26:48.
26. ↑  Ян, 2014, с. 122.
27. ↑  Ян, 2014, с. 130-131.
28. ↑  Ян, 2014, с. 133.
29. 1 2  Ян, 2014, с. 138.
30. ↑  Ян, 2014, с. 139.
31. ↑  Ян, 2014, с. 155.
32. ↑  Ян, 2014, с. 156-157.
33. ↑  Ян, 2014, с. 157.
34. ↑  Ян, 2014, с. 157, 185.
35. ↑  Ян, 2014, с. 158.
36. ↑  Ян, 2014, с. 158-159, 161.
37. ↑  Ян, 2014, с. 187.
38. 1 2  Anthrax Songs, Albums, Reviews, Bio & More. AllMusic (англ.). Архів оригіналу за 26 листопада 2021. Процитовано 16 квітня 2022.
39. ↑  Anthrax Biography | Rolling Stone. web.archive.org. 24 вересня 2015. Архів оригіналу за 24 вересня 2015. Процитовано 16 квітня 2022. [Архівовано 2017-11-24 у Wayback Machine.]
40. ↑  Newquist, H. P.; Eiche, Jon F. (1997). Legends of rock guitar : the essential reference of rock's greatest guitarists. Milwaukee, WI: H. Leonard. ISBN 0-7935-4042-9. OCLC 37030093.
41. ↑  Anthrax and Joey Belladonna Keep It In the Family - Page 1 - Music - New York - Village Voice. web.archive.org. 1 жовтня 2011. Архів оригіналу за 1 жовтня 2011. Процитовано 16 квітня 2022.
42. ↑  ShieldSquare Captcha. www.songfacts.com. Архів оригіналу за 12 серпня 2018. Процитовано 16 квітня 2022.
43. ↑  Blabbermouth (15 січня 2013). ANTHRAX: 'Anthems' EP Artwork, More Details Revealed. BLABBERMOUTH.NET. Архів оригіналу за 23 січня 2022. Процитовано 16 квітня 2022.
44. ↑  BraveWords. DIRTY ROTTEN IMBECILES (D.R.I.) To Release New EP In June; Audio Teaser Streaming. bravewords.com (англ.). Архів оригіналу за 23 вересня 2020. Процитовано 16 квітня 2022.
45. ↑  KNAC.COM - News - D.R.I. To Release New EP In June. www.knac.com. Архів оригіналу за 20 травня 2016. Процитовано 16 квітня 2022.
46. ↑  Costa, Shawn (13 жовтня 2016). Review: Megadeth, Suicidal Tendencies and Amon Amarth rock Worcester's DCU Center (Photos). masslive (англ.). Архів оригіналу за 7 травня 2021. Процитовано 16 квітня 2022.
47. ↑  BraveWords. ANTHRAX Guitarist Scott Ian On Rock And Roll Hall Of Fame - "I Feel Like They’re Never Gonna Let KISS In, Which Is Pretty Lame When You Consider What They’ve Accomplished". bravewords.com (англ.). Архів оригіналу за 19 січня 2022. Процитовано 16 квітня 2022.
48. ↑  Phil Mogg: I Am Leaving UFO. www.ultimate-guitar.com (англ.). Архів оригіналу за 6 січня 2022. Процитовано 16 квітня 2022.
49. ↑  Childers, Chad ChildersChad. Anthrax's Charlie Benante: How 'Wipe Out!' Influenced Him. Loudwire (англ.). Архів оригіналу за 21 січня 2021. Процитовано 16 квітня 2022.
50. ↑  Blabbermouth (17 грудня 2018). ACCEPT's WOLF HOFFMANN: How We Wrote 'Fast As A Shark'. BLABBERMOUTH.NET. Процитовано 16 квітня 2022.{{cite web}}:  Обслуговування CS1: Сторінки з параметром url-status, але без параметра archive-url (посилання)
51. ↑  Ranking SAXON: Worst to First, the Studio Albums. Metal Nation (англ.). 11 лютого 2018. Архів оригіналу за 3 червня 2021. Процитовано 16 квітня 2022.
52. ↑  BW Online | September 26, 2000 | How Corrosive Is Heavy Metal?. web.archive.org. 17 жовтня 2000. Архів оригіналу за 17 жовтня 2000. Процитовано 16 квітня 2022.
53. ↑  Anthrax. Nuclear Blast (англ.). Процитовано 16 квітня 2022.
54. ↑  Cannibal Corpse | Similar Artists. AllMusic (англ.). Архів оригіналу за 7 травня 2021. Процитовано 16 квітня 2022.
55. ↑  Pantera | Similar Artists. AllMusic (англ.). Архів оригіналу за 11 квітня 2022. Процитовано 16 квітня 2022.
56. ↑  Blabbermouth (7 листопада 2015). SEPULTURA's ANDREAS KISSER: 'We Don't Try To Create Clones Or Try To Follow Formulas'. BLABBERMOUTH.NET. Архів оригіналу за 3 грудня 2020. Процитовано 16 квітня 2022.
57. ↑  Tour Rumor: Testament, Killswitch Engage, Terror, Anthrax, Sevendust and Suicidal Tendencies. www.ultimate-guitar.com (англ.). Архів оригіналу за 25 жовтня 2020. Процитовано 16 квітня 2022.
58. ↑  Anthrax | Similar Artists. AllMusic (англ.). Архів оригіналу за 11 грудня 2021. Процитовано 16 квітня 2022.
59. ↑  Lawsonpublished, Dom (26 лютого 2019). The story behind the song: I Am The Law by Anthrax. loudersound (англ.). Архів оригіналу за 6 листопада 2021. Процитовано 16 квітня 2022.
60. ↑  Ten Songs Inspired by Stephen King. Decibel Magazine (амер.). 4 вересня 2017. Архів оригіналу за 9 січня 2022. Процитовано 16 квітня 2022.
61. ↑  ShieldSquare Captcha. www.songfacts.com. Архів оригіналу за 3 грудня 2020. Процитовано 16 квітня 2022.
62. ↑  Kyle; September 13, erson Updated; EDT, 2011 at 07:49 PM. Anthrax's Scott Ian on playing Yankee Stadium, getting inspiration from 'Lost,' and facial hair. EW.com (англ.). Архів оригіналу за 25 лютого 2021. Процитовано 16 квітня 2022.
63. ↑  DiVita, Joe DiVitaJoe. 10 Best Metal Mascots. Loudwire (англ.). Архів оригіналу за 16 грудня 2021. Процитовано 16 квітня 2022.
64. ↑  Magic Monster by Heartland. Weirdo Toys (амер.). 30 жовтня 2009. Архів оригіналу за 2 грудня 2021. Процитовано 16 квітня 2022.
65. ↑  The Grammy Nominations. Los Angeles Times (англ.) . 9 січня 1992. Архів оригіналу за 3 лютого 2011. Процитовано 30 жовтня 2015.